# Sąd wspólnotowych znaków towarowych i wzorów przemysłowych
Sąd w sprawach wzorów wspólnotowych – sąd powszechny sprawujący wymiar sprawiedliwości w zakresie prawa Unii Europejskiej o wspólnotowych znakach towarowych i wzorach przemysłowych.
Sądy takie istnieją we wszystkich państwach członkowskich UE. Zakres kognicji tego sądu określają rozporządzenia Rady (WE) nr 6/2002 z 12 grudnia 2001 oraz nr 40/94 z 20 grudnia 1993 z późniejszymi zmianami. Właściwość obejmuje sprawy dotyczące naruszenia, zagrożenia naruszeniem wzorów przemysłowych i znaków towarowych, unieważnienia wzoru wspólnotowego, wygaśnięcia lub unieważnienia znaku towarowego oraz skutków naruszenia znaku towarowego.
W Polsce sądem takim jest Sąd Wspólnotowych Znaków Towarowych i Wzorów Przemysłowych – XXII Wydział Sądu Okręgowego w Warszawie. Wydział rozpoczął działanie 17 czerwca 2004.